# Agave maculata
Espèce
Synonymes
- Agave maculata Engelm. ex Torr.	(1859), nom. illeg.
- Agave maculata var. brevituba (Engelm.) Mulford (1896)
- Agave maculosa Hook  (1859)
- Agave maculosa var. brevituba Engelm(1875)
- Agave maculosa var. minor Jacobi	(1869)
- Manfreda maculosa (Hook.) Rose 	(1903)
- Polianthes maculosa (Hook.) Shinners 	(1966)

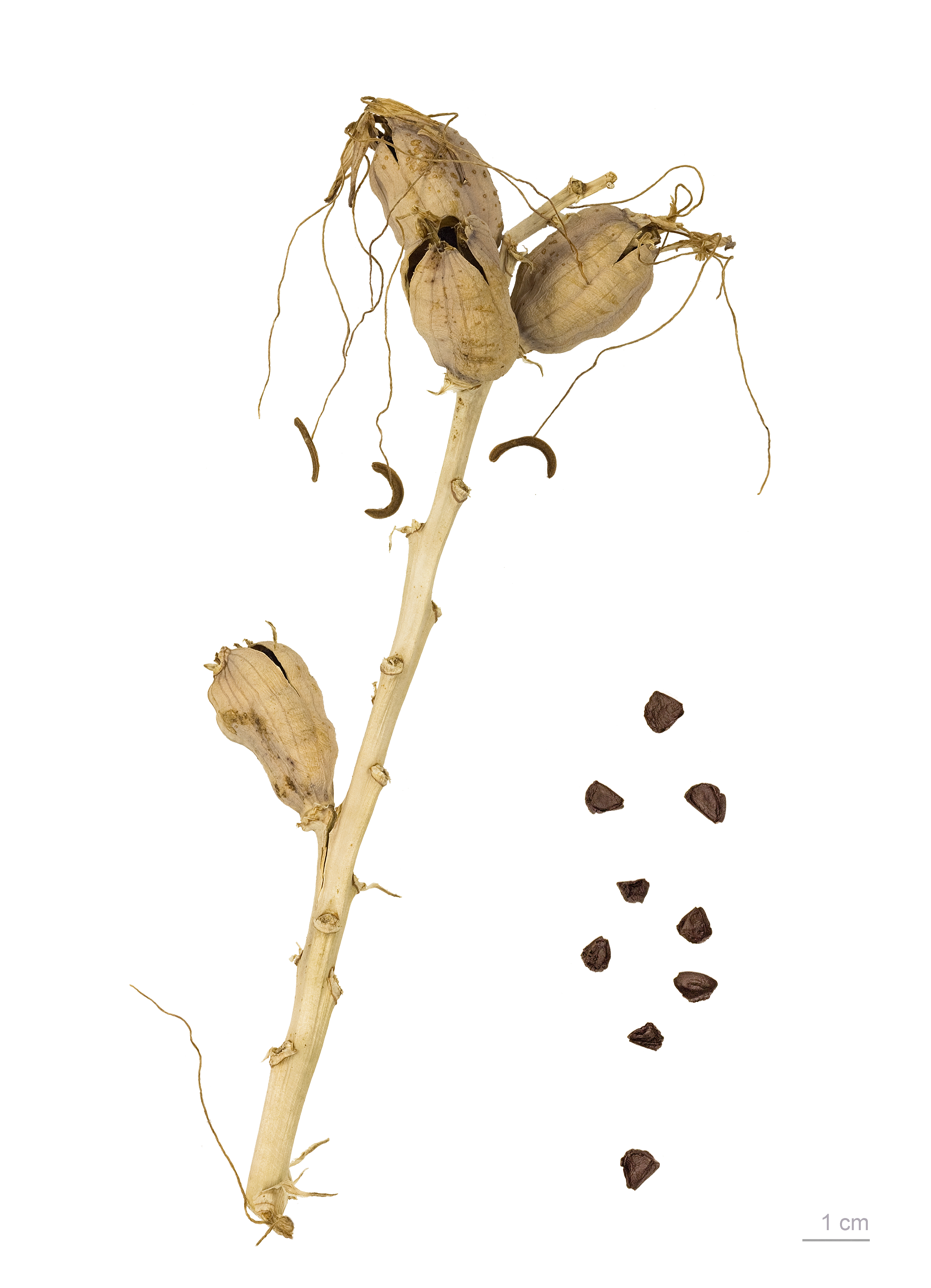
Graines au MHNT.

Agave maculata  (synonyme Manfreda maculosa), communément appelé tubéreuse du Texas ou lys épicé, est une espèce de plantes à fleurs du genre Agave et de la famille des Asparagaceae endémique du sud du Texas et du nord-est du Mexique.

## Description
La tubéreuse du Texas est acaulescente, ce qui signifie que la tige est extrêmement courte. Les feuilles charnues vert argenté sont couvertes de taches violettes et, dans des situations de faible luminosité, peuvent reposer à plat sur le sol. En cas de sécheresse, les feuilles peuvent se faner, ne laissant que peu ou rien de visible au-dessus du sol. 
Des précipitations suffisantes donnent une inflorescence de 60 cm dans la période d'avril à septembre. Les nouvelles tiges florales (inflorescences) sont consommées par les petits mammifères, les pécaris, les cerfs et les cochons sauvages, ce qui peut mettre fin à l'effort de floraison pour une saison. Ces derniers se nourrissent également des feuilles, en particulier pendant les sécheresses, ce qui affaiblit et peu même tuer les plantes.
Les fleurs s'ouvrent et changent de couleur au cours des 3 à 4 jours de la floraison, du blanc au rose au rouge foncé. Les ovaires inférieurs passent du vert au violet puis au noir à mesure qu'ils mûrissent sous forme de gousses.

## Taxonomie
Agave maculata a été décrit pour la première fois par Eduard von Regel en 1856. Plus tard, en 1859, William Hooker décrivit la même espèce sous le nom d'Agave maculosa . C'est sous ce nom de synonyme qu'il a été transféré au genre Manfreda puis au genre Polianthes (mais tous les deux sont désormais inclus dans le genre Agave), mais l'épithète de Regel est la plus ancienne et a donc la priorité. 

## Écologie
La tubéreuse du Texas est la principale plante hôte des chenilles du rare papillon "skipper-géant du Manfreda" ou "capitaine de l'aloès" (Stallingsia maculosus (= Stallingsia smithi)). Une réduction de la population de l'A. maculata pourrait menacer l’existence de ces papillons.

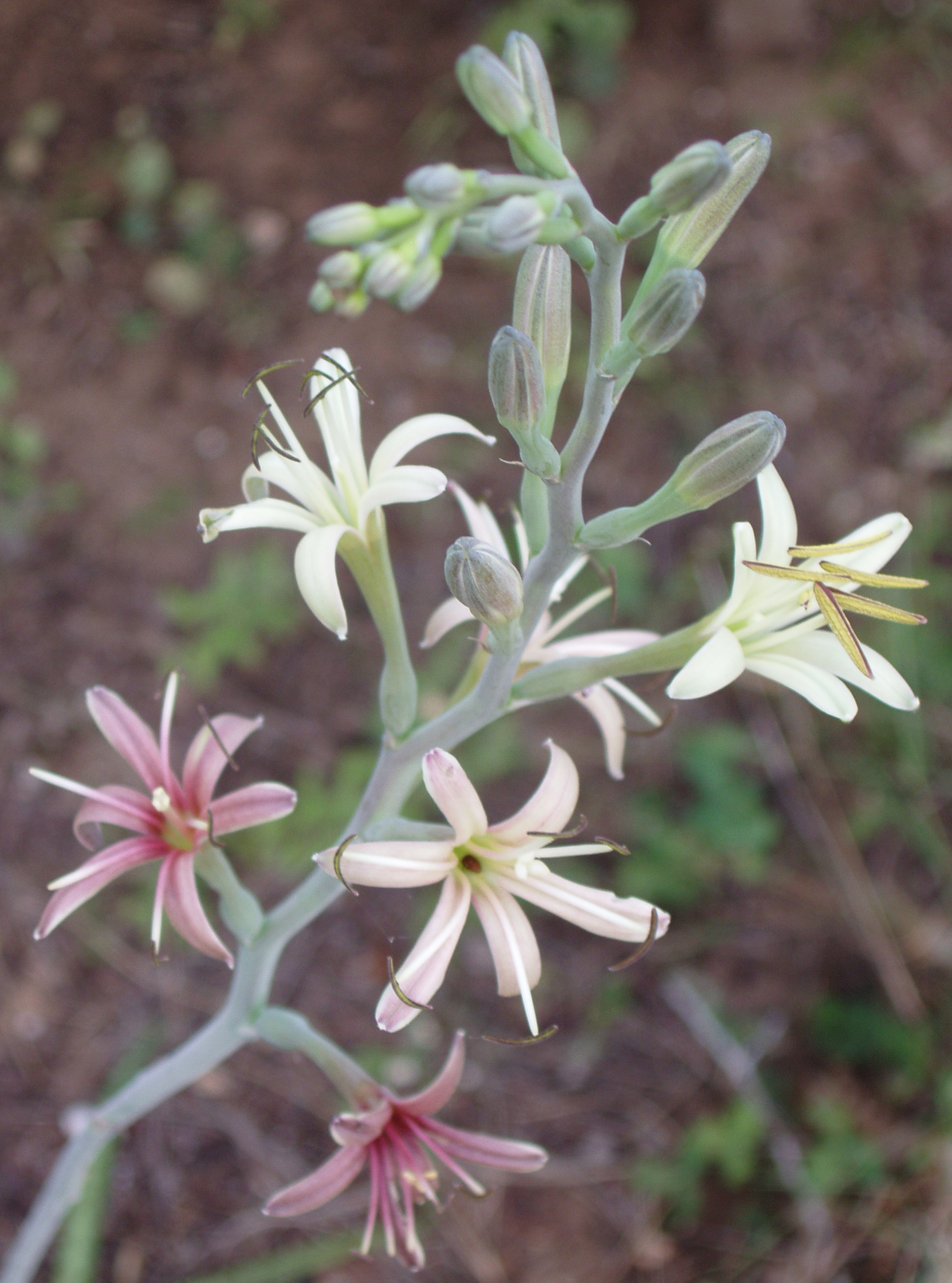
Inflorescence, fleurs avec pétales intacts